# Son autre amour
Pour plus de détails, voir Fiche technique et Distribution.
Son autre amour est un film français réalisé par Alfred Machard et Constant Rémy, sorti en 1934.

## Fiche technique
- Titre : Son autre amour
- Titre anglais : Les Petits[1],[2]
- Autre titre : Dédé, son père et l'amour
- Réalisation : Alfred Machard et Constant Rémy
- Scénario et dialogues : Alfred Machard
- Photographie : Léonce-Henri Burel
- Musique : Marcel Pollet
- Décors : Roland Quignon
- Son : Jacques Hawadier
- Société de production : Compagnie indépendante de distribution (CID)
- Pays d'origine :  France
- Durée : 95 minutes
- Date de sortie : 
  - France - 23 février 1934
  - États-Unis - Janvier 1937, Distributeur : Franco-American[2]

## Distribution
- Constant Rémy : Henri Tardier
- Jeanne Boitel : Hélène
- Saturnin Fabre : le directeur de l'internat
- Alice Tissot : Aurore, la surveillante
- Christiane Dor : Rosalie, la bonne
- René Donnio : Martin, le surveillant
- Raymond Rognoni : Pature
- Cécile Didier : la concierge
- Colette Borelli : la petite Blanche, la fille de Pature
- Emanmuel Roncier : le petit Dédé, le fils de Tardier
- Jean Brochard
- Alfred Machard